# W・S・ヴァン・ダイク
W・S・ヴァン・ダイク（W. S. Van Dyke, 1889年3月21日 - 1943年2月5日）は、アメリカ合衆国で活動した映画監督である。作品によってはW. S. Van Dyke Jr.ともクレジットされたことがある。愛称はウッディ（Woody）。

## 人物・来歴
映画界入りして間もない『国民の創生』（1915年）、『イントレランス』（1916年）ではD・W・グリフィス監督の下で助監督を務めている。
1917年に監督デビュー。1926年よりメトロ・ゴールドウィン・メイヤー（MGM）専属となる。その後30年代を通して主要スターの主演する、多彩なジャンルの映画を世に送り出した。
極端な早撮りスタイルから「ワン・テイク・ウッディ」の愛称で呼ばれ、職人監督としてルイス・B・メイヤーに厚遇された。自身オスカーに2度ノミネートされた他、自身の映画からオスカー候補俳優を4人生み出した。
1943年、病を苦に自殺。53歳没。クリスチャン・サイエンスの信者だった。

## 主な監督作品
- 荒原の勝利者 Winners of the Wilderness (1927) - ティム・マッコイ、ジョーン・クロフォード主演
- 南海の白影 White Shadows in the South Seas (1928)
- トレイダ・ホーン Trader Horn (1931)
- 南の誘惑 Never the Twain shall Meet (1931) - レスリー・ハワード、コンチータ・モンテネグロ主演
- 類猿人ターザン Tarzan the Ape Man (1932)
- エスキモー Eskimo (1933)
- 男の世界 Manhattan Melodrama (1934) - クラーク・ゲーブル、ウィリアム・パウエル、マーナ・ロイ主演
- 影なき男 The Thin Man (1934) - ウィリアム・パウエル、マーナ・ロイ主演　※アカデミー監督賞ノミネート
- 結婚十分前 Forsaking All Others (1934) - ジョーン・クロフォード、クラーク・ゲーブル主演
- 砂漠の新月 Laughing Boy (1934) - ラモン・ノヴァロ、ルーペ・ヴェレス主演
- 浮かれ姫君 Naughty Marietta (1935) - ジャネット・マクドナルド、ネルソン・エディ主演
- 私の行状記 I Live My Life (1935) - ジョーン・クロフォード主演
- ローズ・マリイ Rose Marie (1936) - ジャネット・マクドナルド、ネルソン・エディ主演
- 桑港 San Francisco (1936)- クラーク・ゲーブル、ジャネット・マクドナルド主演※アカデミー監督賞ノミネート
- 愛怨二重奏 His Brother's Wife (1936) - バーバラ・スタンウィック、ロバート・テイラー主演
- 空駆ける恋 Love on the Run (1936) - ジョーン・クロフォード、クラーク・ゲーブル主演
- 夕陽特急 After the Thin Man (1936) - ※『影なき男』シリーズ
- 座り込み結婚 Personal Property (1937) - ジーン・ハーロウ、ロバート・テイラー主演
- マリー・アントアネットの生涯 Marie Antoinette (1938) - ノーマ・シアラー、タイロン・パワー主演
- 第三の影 Another Thin Man (1939) - ※『影なき男』シリーズ
- 天国の怒り Rage in Heaven (1941) - ロバート・モンゴメリー、イングリッド・バーグマン主演
- 影なき男の影 Shadow of the Thin Man (1941) - ※『影なき男』シリーズ
- マーガレットの旅 Journey for Margaret (1942) - ロバート・ヤング、ラレイン・デイ、マーガレット・オブライエン主演